# Лазарев, Максим Андреевич
Максим Андреевич Лазарев (род. 29 января 1996, Казань) — российский хоккеист, нападающий.

## Биография
Воспитанник казанского «Ак Барса». В сезоне 2012/13 играл в фарм-клубах «Ирбис» (МХЛ-Б) и «Барс» (МХЛ). На импорт-драфте CHL 2013 был выбран под 3 номером клубом «Кейп-Бретон Скриминг Иглз», за который провёл три сезона в QMJHL. Сезон 2016/17 отыграл в системе «Ак Барса». В августе 2017 года перешёл в нижегородское «Торпедо». 1 мая 2018 года вернулся в «Ак Барс». Играл за команды ВХЛ «Барс» (2018/19 — 2019/20), «Нефтяник» Альметьевск (2019/20), «Буран» (2020/21), ЦСК ВВС (2020/21), АКМ (с 2021/22).
Серебряный призёр молодёжного чемпионата мира 2016.